# Ruska revolucija (1905)
Ruska revolucija (1905) je bila protest delavskih in kmečkih množic proti nevzdržnim delovnim in življenjskim razmeram in vzporedno poskus naprednih intelektualcev, delavcev in kmetov, da bi prisilili carja Nikolaja II. k uvedbi ustavne monarhije.
Revolucija leta 1905 je bila val množičnih političnih in socialnih nemirov, delavskih stavk, kmečkih vstaj in vojaških uporov, ki so se po "krvavi nedelji" razširili po vsem ruskem imperiju. Mnogi med njimi so bili naperjeni proti vladi. Stavkajoči so od vlade med drugim zahtevali osebne svoboščine in sklic narodne skupščine na nivoju države. Neodzivnost oblasti je nemire stopnjevala do splošne stavke, ki je carja prisilila, da je izdal Oktobrski manifest, v katerem je dal nekatere obljube. Obljube so zadovoljile tisti del stavkajočih, ki je zahteval le politične in demokratične spremembe, t. j. liberalce, medtem ko je delavsko revolucijo, ki so jo vodili socialisti, ruska vojska krvavo zadušila.

## Uvod
Leta 1891 po mrzli zimi brez snega in hudi suši praktično ni bilo pridelka. V zimi, ki je sledila, je prišlo do hude lakote, ki so jo spremljale množične bolezni. Stisko kmetov je še poglobila državna birokracija, ki je pokazala popolno brezbrižnost do ljudstva. Stradajočim kmetom so priskočili na pomoč nekateri liberalni plemiči, kot Lev Tolstoj in intelektualci (učitelji, zdravniki, inženirji), kot zdravnik in pisatelj Anton Čehov. Trpljenje ljudi je prebudilo civilno družbo, postala je odzivnejša in si je začela prizadevati za večjo vlogo v vodenju državnih zadev. Gonilna sila prizadevanj za spremembe so bili ljudje, ki so delali v lokalni samoupravi (t. i. zemstvih, ki so bila ustanovljena v času carja Aleksandra II., a jim je bila birokracija Aleksandra III. sila nenaklonjena), in študentje.
Ljudje iz zemstev, ki so se izkazali pri organizaciji pomoči lačnim kmetom, so zahtevali ustanovitev lokalne uprave tudi na nivoju okrajev ter sklic narodne skupščine na nivoju države. Peticijo s takšnimi zahtevami so predložili mlademu carju Nikolaju II. ob njegovem kronanju (1894), a ta jo je omalovažujoče zavrnil kot "nesmiselne sanje" ter poudaril svojo "trdno in neomajno podporo načelu samovladja". Liberalni zagovorniki ustavne ureditve so ustanovili tajni debatni krožek Beseda in kot "ljudje iz zemstva" postali vodilna sila ustavnega gibanja. Leta 1900 se je vlada znova lotila preganjanja zemstev in izzločanja liberalcev iz njihovih odborov.
Univerzitetna središča so bila opozicija vladnemu režimu že od šestdesetih let devetnajstega stoletja. Pojem "študent" je bil skorajda sopomenka pojmu "revolucionar". Novembra 1890 so na univerzi v Kijevu in na drugih univerzah izbruhnile demonstracije. Minister za šolstvo Nikolaj Pavlovič Bogolepov je dal vpoklicati v vojsko 200 študentskih voditeljev. Mesec kasneje ga je nek študent s strelom v vrat smrtno ranil, s čimer se je začel nov val terorističnih dejanj. Umoru je sledila (4. marca) množična demonstracija, v kateri je bilo 13 mrtvih, kakih 1.500 študentov pa so oblasti zaprle. Mnogi med njimi so se prvič srečali z državno prisilo, kar je radikaliziralo njihova stališča. Tisoči študentov so se pridružili Stranki socialističnih revolucionarjev (eserov, ustanovljeni leta 1901) in Stranki socialnih demokratov (ustanovljeni leta 1898 in leta 1903 razcepljeni na manjševike in boljševike). Demokratični študentje pa so se najbolje počutili v Osvobodilni zvezi, ustanovljeni leta 1903, predhodnici Stranke ustavnih demokratov - kadetov.
Stavkali so tudi delavci. Stavke industrijskih delavcev in železničarjev, ki so se začela marca 1902 na Kavkazu, so novembra kulminirale v veliko stavko v Rostovu na Donu, ko je 15-20 tisoč delavcev prvič izrazilo revolucionarne zahteve in je stavkajoče razgnal šele masaker. V juniju in juliju 1903 je bila pokonci vsa južna Rusija. Spomladi 1904 so bile množične stavke v Odesi, julija v Kijevu in decembra v Bakuju.
Bojevito krilo eserov je prevzelo vodilno vlogo v valu terorja, ki je kmalu (april 1902) zahteval življenje notranjega ministra Dmitrija Sergejeviča Sipjagina. Zamenjal ga je minister Vjačeslav Konstantinovič Pleve, ki pa je že julija 1904 postal žrtev peklenskega stroja. Da bi pomiril duhove, je car za novega notranjega ministra imenoval liberalca Petra Dmitrieviča Svjatopolk-Mirskega. Ta je obšel carjevo prepoved in je dovolil "ljudem iz zemstev", da so se sestali v zasebnih stanovanjih "ob skodelici čaja"; srečanje 103 predstavnikov zemstev v Sankt Peterburgu v dneh 6.-9. novembra 1904 je bila prva narodna skupščina v ruski zgodovini. Mirski je carju predložil skrbno predelan izvleček njenih predlogov in zahtev, ki pa jih je car, tudi pod vplivom carice in svojih svetovalcev, zavrnil.
12. decembra je car izdal odlok, ki je obljubljal krepitev vladavine zakona, večjo svobodo tiska in širša pooblastila za zemstva. V odloku pa ni bilo niti besede o skupščini, katere sklic bi car nujno moral dovoliti, če bi se hotel izogniti revoluciji.

## Krvava nedelja
Med 3. in 8. januarjem 1905 je v Sankt Peterburgu začelo stavkati kakih 120.000 delavcev. Govorili so, da bodo odšli k carju "iskat resnico in pravico" in oče Jurij Gapon, pridigar v delavski četrti, ki je staromodno verjel v zvezo med carjem in ljudstvom, je postal glasnik njihovih zahtev. Sestavil je peticijo in objavil, da jo bodo v nedeljo, med množičnimi demonstracijami, mirno predali carju.
Vlada je 7. januarja Gaponu ukazala, naj pohod prekliče. Pisatelj Maksim Gorki je sluti nesrečo in je 8. januarja z delegacijo intelektualcev odšel v urad prvega ministra grofa Vitteja in notranjega ministra Mirskega, kjer so ju zaman skušali prepričati, naj se pogovorita z demonstranti.
Tako so se 9. januarja zjutraj pomikale od vseh strani proti središču mesta kolone demonstrantov. Na čelu največje kolone je, noseč razpelo, hodil oče Gapon. Za njim so delavci nosili carjevo sliko in bel prapor za napisom. "Vojaki ne streljajte na ljudstvo!" Rdeče zastave so bile prepovedane.
Vojska je skušala kolone zaustaviti, a ko ji to ni uspelo in so se demonstranti preveč približali Zimskemu dvorcu, so dobili vojaki ukaz, da streljajo v množico. Ocene žrtev so različne, Orlando Figes kot verjetni navaja številki 200 ubitih in 800 ranjenih.
Ogorčeni zaradi odziva oblasti so se delavci izdivjali v elitnih četrteh okrog Zimskega dvorca. Razbijali so izložbe, se spopadali z žandarji in vojaki, vlamljali v hiše premožnih, postavljati barikade. Tolpe so plenile žganjarije in trgovine z orožjem. Zaplapolale so prve rdeče zastave. Vendar demonstranti niso imeli voditeljev in ponoči jih je večina odšla domov.
Maksima Gorkega in delegacijo intelektualcev je oblast zaprla v Petropavlovsko trdnjavo z obtožbo, da pripadajo "revolucionarni skupščini", ki naj bi se polastila oblasti in ustanovila "začasno vlado". Gorkega so izpustili, potem ko so se zanj zavzeli evropski intelektualci, med njimi Auguste Rodin, Anatole France in Marie Curie. Na prostosti se je goreče posvetil politiki in novinarstvu. Nasprotno plemič Lev Tolstoj ni bil navdušen nad krvavo revolucijo.

## Razširitev nemirov po vsem imperiju
V tednih po krvavi nedelji se je spontano dvignil orjaški val stavk in uporov po vsem imperiju. Samo v januarju 1905 je nehalo delati 400.000 delavcev, kar je bil dotlej največji delavski protest v ruski zgodovini. Socialistične stranke so bile še prešibke, da bi prevzele vodilno vlogo. Njihovi glavni voditelji Lenin, Martov, Trocki, Plehanov in Černov so bili v izgnanstvu, od koder se jim ni preveč mudilo domov.
Po vsej državi so začeli stavkati študentje in univerzitetne predavalnice so postale središče politične agitacije. Do konca februarja je vlada za preostanek akademskega leta zaprla vse visokošolske ustanove. Poklicna združenja, ki so se združila v Zvezo zvez in številna zemstva so pošiljala vladi peticije z zahtevami po političnih reformah.
Uporniško razpoloženje je hitro zajelo podeželje. Ko so kmetje začutili slabost oblasti, so organizirali stavke dninarjev, vdirali so na plemiška posestva, na njih sekali drevje in pobirali pridelke; zgodaj poleti, ko je bilo jasno, da bo letina slaba, so začeli na veliko napadati plemiška posestva, požigati graščine, ropati premoženje (glej poglavje 8).
Najbolj množične in posebno ostre so bile stavke in protesti v neruskih obmejnih deželah, posebno na Poljskem in ob baltiški obali, kjer je politične napetosti dodatno krepilo vsesplošno sovraštvo do ruske oblasti. 13. januarja 1905 je v Rigi protestiralo 15.000 delavcev; vojaki so streljali v množico, 90 demonstrantov je bilo ubitih, 200 ranjenih. V desetih poljskih gubernijah je bilo spomladi in poleti 1905 več stavk kot v vseh drugih delih carstva skupaj. V Varšavi se je po krvavi nedelji udeležilo demonstracij skoraj 100.000 delavcev; vojaki so streljali v množico in ubili 93 ljudi. Sredi junija je bilo zelo nemirno v tekstilnem središču Lodž, delavci so se pet dni na barikadah spopadali s policijo. Poleti je poraz z Japonsko v Varšavi izzval nove demonstracije, nacionalisti so povsod pozdravljali ruski poraz.
Na Finskem, kjer je bila odpravljena avtonomija, je inteligenca vodila množični pasivni odpor. V Gruziji so narodno revolucijo vodili manjševiki. Njihovo gibanje je bilo prvo marksistično narodnoosvobodilno gibanje v zgodovini in je v zahodni Gruziji v letih 1904-1906 uspešno vladalo namesto carske države.
Disciplina se je začela krhati tudi v vojski, ki je od januarja do oktobra 1905 posredovala 2.700 krat. 14. junija so se uprli mornarji na križarki Potemkin.

## Odziv oblasti
Carja so svetovalci prepričali, da so za krvavo nedeljo odgovorni tuji agenti. Nikolaj II. je za guvernerja Sankt Peterburga postavil Trepova, nekdanjega pripadnika carjeve osebne garde, zagovornika strogega reda in discipline, ki je postal najvplivnejša osebnost na dvoru. Car je odstavil notranjega ministra Mirskega in na njegovo mesto imenoval upogljivega Aleksandra Grigoreviča Buligina, ki mu je v resnici ukazoval Trepov.
17. februarja 1905 je eserski atentator vrgel bombo v kočijo carjevega strica Sergeja Aleksandroviča in ga ubil. Naslednji dan se je Nikolaj II. odločil, da bo privolil v koncesije. Dovolil je objavo t. i. Buliginovega odloka, v katerem je obsodil nemire in pozval ljudi dobre volje vseh stanov, naj se združijo okrog prestola in podajo predloge za izboljšave v državni upravi. V naslednjih tednih je dobil v odgovor na deset tisoče reformnih peticij, a zahteve v njih so bile za Nikolaja preveč radikalne. Po njegovem okusu je Buligin 6. avgusta objavil predlog, po katerem bi imela skupščina le posvetovalno vlogo in bi bila izvoljena iz zelo zoženega kroga volivcev. Liberalci so hitro izračunali, da bi v Sankt Peterburgu lahko volilo manj kot 1 % prebivalcev, drugod pa še manj. Socialdemokrati in liberalci v Zvezi zvez so bili sedaj še bolj odločeni, da bodo z množično državljansko neposlušnostjo prisilili carja k popuščanju.

## Splošna stavka
Septembra in oktobra 1905 se je dogodila prva splošna stavka v ruski zgodovini. 20. septembra so moskovski tiskarji, najbolj izobražena skupina delavcev, zahtevali višje plače in boljše delovne pogoje. Povezali so se s študenti in organizirali množične demonstracije, med katerimi jih je napadla policija. V začetku oktobra so prekinili delo tiskarji v Sankt Peterburgu in več drugih mestih. Sledili so jim železničarji, včlanjeni v Zvezi zvez. 10. oktobra je železniški promet popolnoma zastal. Stavko je podprl milijon drugih delavcev in uslužbencev. Prihajalo je do spopadov s silami oblasti. Življenje v mestih je obstalo. Začelo je zmanjkovati hrane. Razpasli so se roparski napadi in plenjenje. Zaradi usklajevalne vloge Zveze zvez ter vedno večje discipliniranosti in organiziranosti delavcev so bile zahteve demonstrantov nenavadno enotne; na prvem mestu je bila zahteva po sklicu ustavodajne skupščine, izvoljene na podlagi splošne volilne pravice.
Na pobudo Zveze zvez in po zaslugi manjševikov , ki so večinoma organizirali delavce po tovarnah v sovjete, se je 17. oktobra v poslopju Svobodne gospodarske družbe zbralo 562 tovarniških delegatov, po večini kovinarjev. Izvolili so petdesetčlanski izvršni odbor, ki je postal delavska vlada. Peterburškemu zgledu so sledila druga mesta. V ozadju sovjetov je deloval Lev Trocki, ki se je prvi od revolucionarnih voditeljev vrnil v domovino. Sestavljal je resolucije in pisal uvodnike. 26. novembra, po aretaciji prvega predsednika, odvetnika G. S. Hrustaljov- Nosarja, je postal predsednik izvršnega odbora peterburškega sovjeta.

## Oktobrski manifest
Med splošno stavko se je car mudil na lovu. Ko je 9. oktobra vendarle sprejel prvega ministra grofa Vitteja v Zimskem dvorcu, mu je ta dal na razpolago dve možnosti: da uvede vojaško diktaturo ali privoli v bistvene reforme, ki mu jih je predložil že pripravljene kot osnutek carskega manifesta. Obenem je poudaril, da je lojalnost vojske zelo vprašljiva in lahko vojska tudi razpade, če bi jo uporabili za zatrtje splošne stavke. Z Vittejem so se strinjali tudi drugi ministri. 
Nikolaj se za reforme ni mogel odločiti in je prosil svojega strica, velikega kneza Nikolaja, da prevzame vlogo diktatorja. Razdražljivi in odkritosrčni veliki knez pa je izvlekel revolver in zagrozil, da se bo ustrelil, če car ne bo hotel odobriti Vittejevega memoranduma. Šele tedaj se je carju posvetilo, da upora ni več mogoče zadušiti s silo in je pristal na podpis manifesta.
17. oktobra 1905 je vlada izdala Oktobrski manifest, ki je obljubljal podelitev državljanskih pravic, ustavno ureditev, vlado ministrskega kabineta, ki bo odgovoren parlamentu, demokratično izvoljeno ustavodajno skupščino. V resnici je šlo za povzetje političnega programa Gibanja za osvoboditev. Vitte je očitno nameraval pomiriti liberalce in tako osamiti delavsko levico, kar mu je tudi uspelo. 
Ob razglasitvi manifesta se je na ulicah za kratek čas pojavilo veselje zmagoslavja. V Moskvi se je pred Bolšoj teatrom zbralo 50.000 ljudi. Nevski prospekt v Peterburgu je postal nekaka svobodna tribuna, ljudski ulični parlament. Splošno stavko so preklicali. Oblast je razglasila delno amnestijo političnih obsojencev in razširilo se je občutje, da je Rusija vstopila v novo obdobje ustavne ureditve po zahodnem vzoru.

## Zadušitev revolucije
A že nekaj ur po objavi manifesta je prišlo do novih pouličnih bojev. Skrajni desničarji so začeli poulično vojno proti revolucionarjem. Do smrti so pretepli pravkar izpuščenega boljševiškega aktivista Baumana. Postal je mučenik revolucije. Po njegovi zaslugi so si boljševiki prvič pridobili naklonjenost množic. Desettisoči so se udeležili Baumanovega pogrebnega sprevoda, ki se je ves dan ceremonialno pomikal po moskovskih ulicah in se zaključil ob baklah s čustvenimi in kljubovalnimi pogrebnimi govori.
Lenin se je v začetku novembra vrnil iz Ženeve. Petrburški sovjet se je pripravljal na spopad, ki naj bi vlado še močneje pretresel. A do preobrata je prišlo 3. decembra, ko so oblasti voditelje sovjeta aretirale.
Čeprav so bili moskovski socialdemokrati slabo pripravljeni za boj, so razglasili splošno stavko in začeli delavcem deliti orožje. Maksim Gorki je glavnemu poveljstvu dal na razpolago svoje stanovanje. Moskva se je v kratkem spremenila v bojišče. Uporniške milice so prevzele nadzor v več četrteh in zavzele vse železniške postaje v mestu. Postavljali so barikade. Delavska stavka se je spremenila v splošno poulično vojno proti oblastem. Moskovski okraj Presnja, središče tekstilne industrije, so spremenili v delavsko republiko z lastno policijo in revolucionarnim svetom.
15. decembra je oblast iz Sankt Peterburga dobila okrepitve. Semjonovski polk je v dveh dneh s topovi razrušil Presnjo. Umrlo je tisoč civilistov. Sledile so množične aretacije in hitre usmrtitve. Socialistične stranke so se morale umakniti v ilegalo.
Po zatrtju vstaje je Vitte izgubil vsak vpliv na carja. Notranji minister Peter Nikolajevič Durnovo se je izživljal v krutih, neupravičenih represivnih ukrepih. Tisoče ljudi so usmrtili in na desettisoče zaprli in izgnali. Ponovno so vzpostavili stari policijski režim.

## Kmečka revolucija
V uporih, ki so na podeželju izbruhnili po krvavi nedelji in so trajali do julija 1906, so uporni kmetje uničili skoraj 3.000 graščin (15 %), največ na osrednjem območju Rusije, kjer so bili kmetje najrevnejši, posestva pa največja. Krajevne uradnike so zamenjali s svojimi ljudmi in se niso več menili za državne zakone in davke. Ob pomoči krajevnih učiteljev in druge inteligence so ustanavljali kmečka združenja, poljedelske družbe in zadruge. Ponekod so ustanovili neodvisne kmečke republike npr. Republiko Sumi v harkovski guberniji in Republiko Markovo v volokolamskem okrožju. V Markovem so kot temeljno politično telo ustanovili kmečko zvezo in izvolili republiško vlado. Carskim oblastem so postavili zahteve po sklicu narodne skupščine, izvoljene na tajnih in splošnih volitvah, polne državljanske pravice za kmete, dodelitev zemlje tistim kmetom, ki so brez nje, brezplačno šolanje za vse, svobodo gibanja in amnestijo za politične zapornike. Odklonili so plačevanje davkov, dokler njihove zahteve ne bodo izpolnjene.
Caristična oblast je bila nekaj mesecev proti kmetom nemočna, saj je na deželi premogla le posamezne orožnike. Šele julija 1906, šest mesecev po zadušitvi revolucije v mestih, je ruska vojska preplavila kmečko republiko. Z vodko opiti kozaki so uničili cele vasi, se znašali nad kmeti in jih na vse mogoče načine poniževali. Ko ni bilo več prostora v ječah, so kmete, ki naj bi bili krivi za nerede, enostavno postrelili.

## Rezultati revolucije
Po ocenah naj bi med sredino oktobra 1905 in sklicem prve dume aprila 1906 bilo ustreljenih in ranjenih najmanj 20.000 ljudi, v represijah 15.000 usmrčenih in 45.000 zaprtih in izgnanih. Atentati, nemiri in stavke so se nadaljevali še v letih 1906 in 1907, dokler jih ni novi notranji in prvi minister Pjotr Arkadjevič Stolipin s hudimi represijami zadušil.
Revolucija je carski sistem zamajala, ni pa ga zrušila. Razlogi za to so bili vsaj trije:
- opozicijska gibanja (meščani in delavci, kmečka revolucija, uporniki v oboroženih silah, gibanja za osvoboditev narodov) so sledila vsako svojemu ritmu in politično niso bila povezana,
- oborožene sile so ostale zveste režimu in mu pomagale, da se je ponovno utrdil,
- po oktobrski zmagi je prišlo do usodnega razkola med (na eni strani) liberalci in demokrati, ki so jih predvsem zanimale politične reforme, ter (na drugi strani) socialisti in njihovimi pristaši, ki so hoteli izsiliti družbeno reformo; z objavo Oktobrskega manifesta je carističnemu režimu uspelo zabiti klin med liberalce in socialiste, ki poslej niso nikdar več sodelovali tako kot leta 1905.

Leto 1905 je rusko družbo spremenilo za vedno. Čeprav je bila vsa oblast še vedno trdno v carjevih rokah, pa so razcvet časopisov in revij, sklic dume, ustanovitev političnih strank in naraščanje števila javnih ustanov zagotavljali, da politika ne bo več izključno domena države, temveč bo treba o njej javno razpravljati.
Trockemu, ki je bil z 51 revolucionarji zaprt v Petropavlovski trdnjavi, se je zdel zaporniški sistem nenavadno blag. V zaporu je prejemal vso tekočo literaturo, bral knjige, napisal zgodovino petrograjskega sovjeta in več drugih porpagandnih revolucionarnih spisov. S svojo običajno spretnostjo je zagovor obtoženih spremenil v bleščeč propagandni nastop, naperjen proti carskemu režimu. Trocki in 14 voditeljev je bilo izgnanih, ostale so izpustili.
Nobena zahteva kmetov in delavcev po družbeni reformi ni bila izpolnjena. Naučili pa so se, da vodstva ne smejo prepuščati liberalcem, katerim gre le za politične svoboščine, ne razumejo pa družbeno ekonomskih stisk delavskih in kmečkih množic.
Po revoluciji so se od kmetov odvrnili tudi tisti graščaki, ki so bili prej na njihovi strani. Vedeli so, da bodo ob naslednji revoluciji na vrsti oni. Mnogi so v strahu prodali posestva in se preselili v mesta. Tisti, ki so ostali, so se povezali v Zvezo plemstva in glasno zahtevali obnovitev zakonitosti in reda. Nekoč napredna zemstva so se spremenila v stebre nazadnjaštva. 
Manjševiki in boljševiki so se leta 1905 dokončno razšli. Lenin, ki je na tokratno revolucijo gledal kot na generalko za prevzem politične oblasti, je spoznal neznanski revolucionarni potencial kmetstva in sposobnost nacionalističnih gibanj v obmejnih deželah, da usodno oslabijo carstvo.
Car je tik pred sklicem prve dume (april 1906) z izdajo Osnovnih zakonov umaknil obljube, ki jih je dal v Oktobrskem manifestu.